# Épagneul picard
L'Épagneul Picard è un cane da ferma originario della Piccardia, in particolare della valle della Somme.
Cane robusto ed intelligente, dall'olfatto acuto, abile nella cerca e con una ferma solida, l'Épagneul Picard è adatto ad ogni tipo di caccia. Predilige i terreni umidi ed è specializzato nella caccia all'anatra selvatica.
Da esso discende l'Épagneul Bleu de Picardie.

## Caratteristiche fisiche
La testa, con cranio rotondo e largo, presenta stop obliquo, non ad angolo retto, muso lungo, abbastanza largo, con una leggera prominenza a metà della canna nasale.
Gli occhi sono di color ambra scuro e ben aperti. Le orecchie, attaccate basse, inquadrano bene la testa e sono ricoperte da bel pelo serico ondulato.

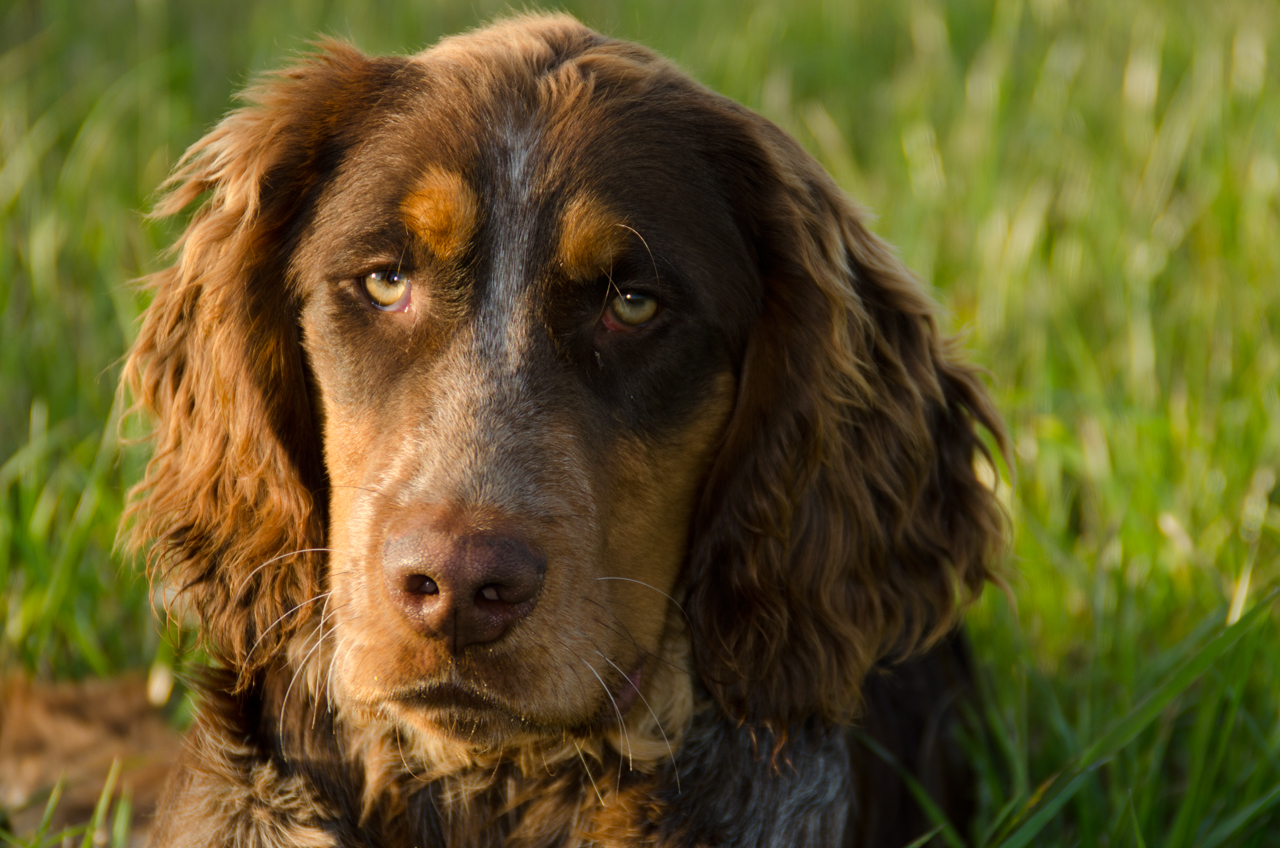
Gli occhi dell'Epagneul piccardo sono color ambra scuro.

Il mantello è formato da pelo grosso, fine sulla testa e leggermente ondulato sul corpo. Il colore del mantello è grigio moschettato, con aree marroni sulle diverse parti del corpo e 
alla radice della coda: molto frequenti le focature sulla testa e sulle zampe.
La coda, non troppo lunga e ornata di belle frange, forma due leggere curve, convessa e concava.

## Temperamento
È un cane molto intelligente, allegro, dolce e affettuoso con la famiglia d'appartenenza.